# Luuk Brouwers
Luuk Brouwers (Helmond, 3 mei 1998) is een Nederlands voetballer die in het seizoen 2022/23 voor FC Utrecht speelde. Met zijn overstap naar sc Heerenveen, begin augustus 2023, speelt hij ook in het seizoen 2023/2024 in de Eredivisie. Hij is een verdedigende middenvelder, die ook in de verdediging uit de voeten kan.

## Loopbaan

### FC Den Bosch
Brouwers speelde sinds zijn negende voor FC Den Bosch en sinds het seizoen 2014/15 voor de gezamenlijke jeugdopleiding van FC Den Bosch en RKC Waalwijk genaamd Brabant United. Hij maakte zijn debuut in het betaald voetbal op zestienjarige leeftijd. Op 10 april 2015 verving hij Jort van der Sande in de blessuretijd van de competitiewedstrijd tegen Jong PSV. De wedstrijd eindigde in een 1-1 gelijkspel.
FC Den Bosch verlengde op 2 februari 2017 het contract van Brouwers tot de zomer van 2020.

### Go Ahead Eagles
In de zomer van 2020 verruilde Brouwers FC Den Bosch transfervrij voor Go Ahead Eagles. Daar maakte hij in de eerste wedstrijd van het seizoen 2020/21 direct zijn debuut in de basis tegen FC Dordrecht. Deze wedstrijd eindigde in een 0-0 gelijkspel. In datzelfde seizoen wist Brouwer met Go Ahead Eagles als tweede te eindigen in de Eerste divisie en daarmee rechtstreeks te promoveren naar de Eredivisie.
Hierdoor maakte Brouwers op 13 augustus 2021 in een thuiswedstrijd tegen sc Heerenveen zijn debuut op het hoogste niveau van het Nederlandse voetbal. Deze wedstrijd werd met 0-1 verloren.

### FC Utrecht
Op 23 maart 2022 werd bekendgemaakt dat Brouwers het opvolgende seizoen Go Ahead Eagles zou gaan verruilen voor FC Utrecht. Op de eerste training van het seizoen 2022/23 werd bekend dat hij met rugnummer 8 ging spelen.

### sc Heerenveen
Eind augustus 2023 verlaat Brouwers FC Utrecht voor sc Heerenveen. De middenvelder wordt eerst voor één seizoen gehuurd, waarna een verplichte optie tot overname volgt. Brouwers tekent een contract tot de zomer van 2027. Hij debuteert op 2 september tegen zijn oude club Go Ahead Eagles, in de met 3-2 verloren uitwedstrijd. Zijn eerste en tweede doelpunt voor sc Heerenveen maakt hij op 28 oktober in de met 3-0 gewonnen wedstrijd van Heracles Almelo in het eigen Abe Lenstra stadion.

## Carrièrestatistieken
| Seizoen                    | Club            | Land            | Competitie      | Competitie | Competitie | Beker | Beker | Internationaal | Internationaal | Overig | Overig | Totaal | Totaal |
| Seizoen                    | Club            | Land            | Competitie      | Wed.       | Dlp.       | Wed.  | Dlp.  | Wed.           | Dlp.           | Wed.   | Dlp.   | Wed.   | Dlp.   |
| -------------------------- | --------------- | --------------- | --------------- | ---------- | ---------- | ----- | ----- | -------------- | -------------- | ------ | ------ | ------ | ------ |
| 2014/15                    | FC Den Bosch    | Nederland       | Eerste divisie  | 3          | 0          | 0     | 0     | –              | –              | 0      | 0      | 3      | 0      |
| 2015/16                    | FC Den Bosch    | Nederland       | Eerste divisie  | 0          | 0          | 0     | 0     | –              | –              | 0      | 0      | 0      | 0      |
| 2016/17                    | FC Den Bosch    | Nederland       | Eerste divisie  | 29         | 1          | 0     | 0     | –              | –              | 0      | 0      | 29     | 1      |
| 2017/18                    | FC Den Bosch    | Nederland       | Eerste divisie  | 15         | 0          | 1     | 0     | –              | –              | 0      | 0      | 16     | 0      |
| 2018/19                    | FC Den Bosch    | Nederland       | Eerste divisie  | 26         | 1          | 0     | 0     | –              | –              | 2      | 1      | 28     | 2      |
| 2019/20                    | FC Den Bosch    | Nederland       | Eerste divisie  | 19         | 1          | 0     | 0     | –              | –              | 0      | 0      | 19     | 1      |
| Clubtotaal                 | Clubtotaal      | Clubtotaal      | Clubtotaal      | 92         | 3          | 1     | 0     | –              | –              | 2      | 1      | 95     | 4      |
| 2020/21                    | Go Ahead Eagles | Nederland       | Eerste divisie  | 33         | 3          | 3     | 2     | –              | –              | 0      | 0      | 36     | 5      |
| 2021/22                    | Go Ahead Eagles | Nederland       | Eredivisie      | 33         | 7          | 5     | 2     | –              | –              | 0      | 0      | 38     | 9      |
| Clubtotaal                 | Clubtotaal      | Clubtotaal      | Clubtotaal      | 66         | 10         | 8     | 4     | –              | –              | 0      | 0      | 74     | 14     |
| 2022/23                    | FC Utrecht      | Nederland       | Eredivisie      | 24         | 0          | 4     | 0     | –              | –              | 1      | 0      | 29     | 0      |
| Clubtotaal                 | Clubtotaal      | Clubtotaal      | Clubtotaal      | 24         | 0          | 4     | 0     | –              | –              | 1      | 0      | 29     | 0      |
| 2023/24                    | Sc Heerenveen   | Nederland       | Eredivisie      | 22         | 6          | 2     | 0     | –              | –              | 0      | 0      | 24     | 6      |
| Clubtotaal                 | Clubtotaal      | Clubtotaal      | Clubtotaal      | 22         | 6          | 2     | 0     | –              | –              | 0      | 0      | 24     | 6      |
| Carrière totaal            | Carrière totaal | Carrière totaal | Carrière totaal | 204        | 19         | 15    | 4     | –              | –              | 3      | 1      | 222    | 24     |
| Bijgewerkt op 2 april 2024 |                 |                 |                 |            |            |       |       |                |                |        |        |        |        |